# Santiago Bencomo y Rodríguez
Santiago José Bencomo y Rodríguez (San Cristóbal de La Laguna, 20 de julio de 1754 - Madrid, 2 de marzo de 1818) fue un religioso español y obispo de Astorga. 

## Biografía
Nació en el seno de una familia ilustre y vinculada a la Iglesia católica. Sus padres fueron don Francisco Braulio Bencomo Alfonso y doña Bárbara Rodríguez Fleitas. Fue hermano de Cristóbal Bencomo, célebre confesor del rey Fernando VII de España, así como de Pedro José, canónigo de la Catedral de Santa Ana en Las Palmas de Gran Canaria y primer deán de Tenerife.
Nació como sus hermanos en La Laguna, en el verano de 1754. En su juventud cursó las ramas de Filosofía y Teología, logrando con ello graduarse de licenciado y doctor en la Universidad de Ávila. Posteriormente ejercería como profesor de ambas materias en el seminario conciliar de Canarias y siendo ordenado presbítero en 1761. 
Posteriormente fue deán de la Catedral de Santa Ana de Las Palmas y canónigo de la misma. Obtuvo los títulos de caballero pensionado de la Real y distinguida Orden de Carlos III y doctor en sagrada teología. Existe un pasaje anecdótico en su biografía que relata que siendo canónigo de la Catedral de Santa Ana, sucedió que en 1810 se desató en las islas una epidemia de fiebre amarilla y todas las autoridades políticas, militares y eclesiásticas de Las Palmas de Gran Canaria huyeron de la ciudad y se refugiaron en el interior de la isla de Gran Canaria. Sin embargo, Bencomo se mantuvo en su puesto prestando ayuda a los afectados.
En el año 1817 fue nombrado obispo de Astorga, si bien, no llegó a recibir la consagración episcopal por su fallecimiento aunque sí tomó posesión del obispado el 22 de enero de 1818. Pero antes de entrar solemnemente en su nueva diócesis falleció en Madrid, en el convento de San Antonio de los Capuchinos el 2 de marzo del mismo año. Así que su pontificado astorgano contando desde la posesión fue sólo de un mes y días.